# De la certesa
De la certesa (alemany: Über Gewissheit) és un llibre filosòfic inacabat on s'apleguen apunts escrits pel pensador d'origen austríac Ludwig Wittgenstein, separats en quatre períodes diferenciats en els divuit mesos que van precedir la seva mort el 29 d'abril de 1951. Va ser traduït al català com De la certesa el 1983 per Josep Lluís Prades i Vicent Raga, amb pròleg d'Oswald Hanfling.

## Edició i contingut
Va deixar els seus apunts originals a casa d'Elizabeth Anscombe, que els va recopilar fent servir un criteri temàtic juntament amb d'altres passatges provinents de les darreres entrades dels seus quaderns personals. Juntament amb G.H. von Wright, Elizabeth Anscombe va preparar una edició bilingüe en anglès i alemany que van publicar l'any 1969, Denis Paul i la mateixa Anscombe en van fer la traducció. Els editors també van numerar i agrupar els 676 passatges. Se sol citar el llibre amb aquests números de citació precedit per OC més que no pas el número de pàgina.
El llibre s'ocupa principalment de qüestions epistemològiques. Un tema que hi és recurrent és que hi ha certes coses que poden ser exemptes de dubte per tal que les pràctiques humanes siguin realitzables, incloent-hi la pròpia activitat de generar dubtes. «Un dubte que dubtés de tot ja no seria un dubte» (OC450). El llibre pren com a premissa l'argument «aquí hi ha una mà» de G.E. Moore, i dissecciona el paper de certes afirmacions de coneixement en el llenguatge humà, particularment de «proposicions empíriques certes», que avui en dia es coneixen com a proposicions o certeses de Moore.
Una qüestió important és l'afirmació de Wittgenstein segons la qual tot dubte es troba insert dins de creences subjacents i, per tant, les formes de dubtes més radicals han de ser rebutjades, ja que constitueixen una contradicció en el sistema que les expressa. Wittgenstein bosqueja diferents refutacions de l'escepticisme filosòfic en les seves diferents facetes.

## Gènesi
Wittgenstein va començar a concebre aquest text a causa del seu «interès que venia de lluny» en dos famosos articles de G.E. Moore: Proof of the External World de 1939 i el més primerenc Defence of Common Sense de 1925 . Segons Wittgenstein, aquest segon text era la millor peça de Moore, tot i que no considerava que la prova de la realitat exterior aportada per Moore fos concloent. Sembla que, instigat pel seu amic proper Norman Malcolm, Wittgenstein va començar a articular a mitjan 1949 la seva resposta en pàgines soltes, probablement quan s'estava a Viena cap a la darreria de 1949 fins a 1950. Va tornar a tractar aquesta qüestió dos cops més abans d'un període definitiu de sis setmanes abans de morir. En aquest període va escriure més de la meitat de Sobre la certesa. En aquell moment Wittgenstein se servia de quaderns, enregistrava la data i marcava el tema de manera separada. Wittgenstein va descriure així aquest període final de fertilitat creativa en la seva darrera carta a Norman Malcolm, datada del 16 d'abril de 1951, tretze dies abans que morís del càncer que li havien diagnosticat el 1949.
| « | M'ha passat una cosa extraordinària. Fa cosa d'un mes, tot d'una em vaig trobar en la disposició emocional adequada per filosofar. Havia tingut la certesa absoluta que mai més en seria capaç. És el primer cop en més de dos anys que el teló del meu cervell s'ha aixecat. Esclar, fins ara tan sols hi he treballat cinc setmanes i pot ser perfectament que demà tot s'acabi, però m'estimula moltíssim ara per ara. | » |

Tanmateix, va deixar escrit aquell mateix dia (després d'OC532): «Estic filosofant com ho faria una vella que no para de perdre les seves coses i ha de tornar enrere a buscar-les: ara les ulleres, ara les claus.» Una setmana i mitja més abans havia escrit un pensament similar abans d'OC471: «Aquí encara hi ha un gran buit en els meus pensaments. I dubto que es pugui tornar a omplir.»

## Format i datació del text publicat
Les quatre parts de Sobre la certesa són de llargària força desigual i només la darrera està datada de manera sistemàtica:
1. OC1…OC65. Probablement totes les entrades d'abans de març de 1950.
2. OC66…OC192. De dates completament desconegudes
3. OC193…OC299. Incertes, tot i que OC287 està datada del 23-9-1950 i pot ser que les següents també.
4. OC300…OOC676. Les dates comencen el 10 de març de 1951 i continuen fins al 27 d'abril de 1951 (OC670)